# Leszczynka (dopływ Liśnicy)
Leszczynka – struga, prawy dopływ Liśnicy o długości 16,84 km i powierzchni zlewni 79,11 km².
Struga płynie w województwie zachodniopomorskim, przepływa przez Modrolas i Bukowo. W wodach strugi żyją pstrągi, pstrągi potokowe, głowacze białopłetwe, strzelby potokowe oraz cierniki. 
Nazwę Leszczynka wprowadzono urzędowo w 1948 roku, zastępując poprzednią niemiecką nazwę strugi – Hassel Bach Mühlen Bach.